# Solus (Betriebssystem)
Solus ist eine eigenständige Linux-Distribution, die seit 2014 gemeinschaftlich entwickelt wird und als Nachbau von Google Chrome OS begann. Das Betriebssystem steht als ISO-Abbild für die 64-Bit-x86-Architektur x86_64 zur Verfügung. Es wurde von Ikey Doherty ins Leben gerufen, der das Projekt jedoch gegen Ende 2018 verließ. Die Entwicklung übergab er dem Solus-Team.

## Komponenten
Solus basiert auf den grundlegenden Systemwerkzeugen des GNU-Projektes sowie dem Linux-Kernel.
Zur Softwareinstallation benutzt Solus als Paketverwaltungssystem die eigens dafür entwickelte Software eopkg – PiSi wird nicht mehr unterstützt.
Solus benutzt eine eigene Desktop-Umgebung namens Budgie, die auf GTK+ 3.18 basiert und verschiedene Gnome-Anwendungen nutzt.

## Entwicklung
Seit Ende 2018 wird Solus von dem Solus-Team entwickelt. Obwohl es ein Rolling-Release System ist, werden Updates erst freitags auf die Server aufgespielt.
Die Entwicklung läuft über ein „Development Portal“, wo jeder ein Paket erfragen, einreichen oder updaten kann.

## Versionsgeschichte
| Version | Veröffentlichung  | Supportende             | Anmerkung |
| --- | ----------------- | ----------------------- | --- |
| 1.0 | 27. Dezember 2015 | Dezember 2017           | Erste Version |
| 1.1 | 2. März 2016      | Dezember 2017           | |
| 1.2.1 | 19. Oktober 2016  | Dezember 2017           | eMMC-Geräte werden nun erkannt, dynamische Änderung des Tastaturlayouts, separate Home-Partition, Softwareaktualisierungen, verbesserte Steam-Integration |
| 2017.01.01.0 | 1. Januar 2017    | nie, da Rolling Release | |
| 2017.04.18.0 | 18. April 2017    | nie, da Rolling Release | |
| 3 | 15. August 2017   | nie, da Rolling Release | Unterstützung des Paketformats snap, Budgie 10.4 |
| 4 | 17. März 2019     | nie, da Rolling Release | Budgie 10.5 |
| 4.1 | 25. Januar 2020   | nie, da Rolling Release | Budgie 10.5.1 |
| 4.2 | 3. Februar 2021   | nie, da Rolling Release | Kernel 5.10.12, Budgie 10.5.2 |
| 4.3 | 11. Juli 2021     | nie, da Rolling Release | Kernel 5.13.1, Budgie 10.5.3 |
| 4.4 | 08. Juli 2023     | nie, da Rolling Release | Kernel 6.3.8, Budgie 10.7.2 |
| 4.5 | 08. Januar 2024   | nie, da Rolling Release | Kernel 6.6.9, Budgie 10.8.2 |
| 4.6 | 14. Oktober 2024  | nie, da Rolling Release | Kernel 6.10.13, Budgie 10.9.2 |
| 4.7 | 26. Januar 2025   | nie, da Rolling Release | Kernel 6.12.9, Budgie 10.9.2 |
| 5 |                   |                         | |
| Legende:Ältere Version; nicht mehr unterstütztÄltere Version; noch unterstütztAktuelle VersionZukünftige Version |                   |                         | |